# Шакиров, Закир Шакирович
Закир Шакирович Шакиров (баш. Зәкир Шәкир улы Шәкиров; 3 ноября 1881, Карача-Елга, Уфимская губерния — 3 декабря 1968, Уфа) — башкирский педагог и лингвист. Герой Труда (1928).

## Биография
Родился 3 ноября 1881 года в селе Карача-Елга Бирского уезда Уфимской губернии. Отец — Шакир (Мухаметшакир Мухаметзянов), башкир по национальности, родился в 1854 году в д. Тазларовой. По Указу Его Императорского Величества Шакир определён имамом хатыпом и муталимом в соборной мечети в д. Карача-Елга. Мать — Галима Валидова, родилась 1862 году в д. Карача-Елга в семье дворянина, почётного гражданина Уфимской губернии Нурмухамеда Валидова; родила восемь сыновей и одну дочь; умерла в 1938 году.
В 1902 году окончил медресе «Мухаммадия». В 1912—1915 гг. учился в Московском городском народном университете имени А. Л. Шанявского
С 1915 года работал в органах народного образования и учебных заведениях в Уфе, с 1920 года преподавал в Уфимском институте народного образования, реорганизованном в 1929 году в Башкирский педагогический институт имени Тимирязева (ныне Уфимский университет науки и технологий), где с 1931 по 1951 годы был заведующим кафедрой башкирского языка и литературы. На преподавательской работе находился до 1968 года. В 1932—1941 гг. работал в Башкирском НИИ языка и литературы, в 1933—1934 гг. — в Башкирском институте повышения квалификации кадров народного образования, в 1932—1939 гг. был заведующим кафедрой языкознания БГМИ.
В 1926 году принял участие в работе Первого Всесоюзного тюркологического съезда в Баку.
Автор учебников по географии Казанской и Уфимской губерний, а также программ, учебников, словарей башкирского языка. В 1924 году вышел его учебник «Уроки башкирского языка для русских», в 1934 году вышла вторая часть книги. Принимал участие в создании научной терминологии башкирского литературного языка, разработке башкирского алфавита и орфографии на основе русской графики.

## Награды
- Герой Труда (1928)
- Орден Ленина (1954)
- Орден Трудового Красного Знамени (1944)
- Медали
- Заслуженный деятель науки Башкирской АССР (1944)

## Семья
Жена Шакирова, Гафифа Якуповна (1891—1958) родилась в д. Ябалаково Илишевского района, в семье купца Якупа.
Сын Шакирова, Мидхат Закирович, (1916—2004) был первым секретарём Башкирского обкома КПСС (1969—1987). Герой Социалистического Труда. Награждён пятью орденами Ленина, двумя Трудового Красного Знамени.
Дочь Шакирова, Лия Закировна (р. 14.02.1921, Уфа) доктор педагогических наук, профессор, автор более 420 научных трудов. Заслуженный деятель науки РСФСР, ТАССР, заслуженный учитель школы ТАССР. Награждена орденом Ленина.